# Richard Sackville (5e comte de Dorset)
Richard Sackville, 5e comte de Dorset (16 septembre 1622 - 27 août 1677) est un pair et un homme politique anglais.

## Biographie
Il est né à Dorset House, le deuxième des trois enfants d’Edward Sackville, 4e comte de Dorset et Mary Curzon, fille et héritière de George Curzon de Croxall Hall, Derbyshire. Sa sœur aînée, Marie, est décédée en 1632; son frère cadet Edward participe à la première révolution anglaise et est capturé et tué par les forces parlementaires en 1646.

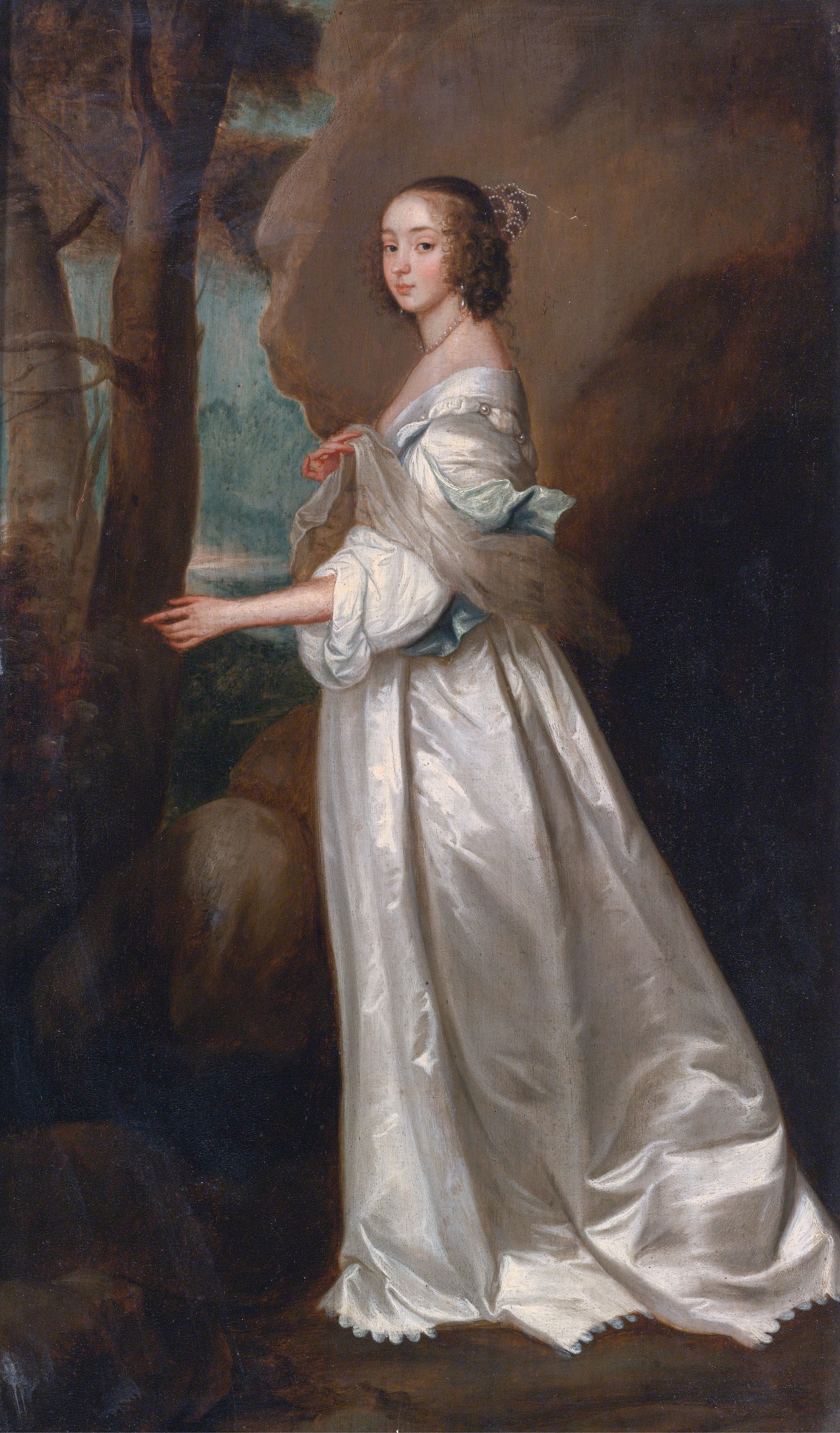
Frances Cranfield, Lady Buckhurst (1622-1687) (d'après Antoine van Dyck)

Il siège à la Chambre des communes, de 1640 à 1643, en tant que Lord Buckhurst, représentant East Grinstead à Sussex. Impliqué dans les événements politiques qui conduisent à la première révolution anglaise, il est arrêté par le Parlement en 1642 et condamné à une amende de 1 500 £ en 1644. Après ce moment, il ne joue aucun rôle actif dans le conflit. Il reprend une carrière politique en 1660; siégeant au nouveau parlement qui gère la Restauration anglaise et préside notamment le comité chargé de la réception du roi Charles II. Le nouveau roi le nomme lord-lieutenant du Middlesex en 1660. Dans les années 1660, il peut restaurer bon nombre des biens et privilèges que sa famille avaient perdus lors de l'interrègne anglais.
Sackville est un poète occasionnel; un poème en deuil de Ben Jonson figure dans le volume commémoratif Jonsonus Virbius (1638), publié l'année suivant le décès du poète officiel. John Aubrey reproduit un rapport selon lequel Sackville aurait traduit Le Cid de Corneille. Il est élu membre de la Royal Society en 1665.

## Famille
Il épouse Frances Cranfield, fille de Lionel Cranfield. Ils ont sept fils et six filles. Leur fille Mary épouse Roger Boyle, en 1665. Une autre fille, Frances, épouse George Lane. Son fils aîné, Charles Sackville, lui succède comme 6e comte de Dorset.